# Yếu tố phiên mã chung

Hình 1: Các thành phần chính của GTF (màu hồng), chuỗi xoắn kép màu xanh là gen.

Yếu tố phiên mã chung là tập hợp các phân tử giúp enzym RNA polymerase tiến hành phiên mã, từ đó tổng hợp ra RNA ở vi khuẩn (nhân sơ) và RNA sơ khai ở sinh vật nhân thực., 
- Thuật ngữ này dịch từ nguyên gốc tiếng Anh: General transcription factors, cũng còn được gọi là yếu tố phiên mã cơ bản (basal transcriptional factors) dùng để chỉ một  hoặc nhiều phân tử chủ yếu là protein, liên kết với nhau tạo thành phức hợp, kết hợp với RNA polymerase (viết tắt là Pol) bắt đầu từ vùng khởi động (promoter) trên gen, giúp Pol nhận biết vùng khởi động này, đồng thời kích hoạt chức năng "sao chép" thông tin di truyền của gen sang RNA, nghĩa là tiến hành phiên mã hoàn chỉnh. Trong các tài liệu chuyên môn tiếng Anh cũng như nhiều tài liệu tiếng Việt hiện nay, thuật ngữ này được viết tắt là GTF (từ General Transcription Factors).[3]
- Theo nghĩa rộng hơn, GTF bao gồm cả PIC (Phức hợp tiền khởi đầu phiên mã), yếu tố trung gian (mediator) và Yếu tố kết thúc phiên mã, nghĩa là nó bao gồm cả một số cấu trúc của gen liên quan, các cấu trúc giúp Pol (RNA polymerase) khởi đầu, kéo dài và kết thúc phiên mã. GTF liên quan chặt chẽ đến quá trình biểu hiện gen, điều hòa gen và nhiều quá trình thiết yếu khác cho sự sống. Theo nghĩa hẹp hơn, thì yếu tố phiên mã chung là phức hợp protein giúp Pol định vị chính xác vùng khởi động (promotor) của gen, tách mạch kép gen và bắt đầu phiên mã.[4]

## Các kiểu chính

### Ở nhân sơ
- Ở vi khuẩn, tổ hợp tiền khởi đầu phiên mã (PIC) "khởi động" RNA polymerase chỉ gồm một yếu tố GTF duy nhất gọi là yếu tố sigma (σ factor).[5]
- Yếu tố sigma này là một protein cần thiết cho sự bắt đầu phiên mã ở vi khuẩn. Nó được xem là tương đồng với yếu tố phiên mã B và yếu tố TFIIB của nhân thực. Yếu tố sigma cụ thể được sử dụng để bắt đầu phiên mã của một gen cụ thể là không giống nhau, nghĩa là tùy thuộc vào loại gen và tuỳ thuộc vào cả tín hiệu nội bào để bắt đầu phiên mã của gen đó. Xem thêm ở trang Yếu tố sigma.
- Yếu tố sigma liên kết với RNA polymerase họp thành phức hợp được gọi là holoenzym RNA polymerase (RNA polymerase holoenzyme). Mỗi một holoenzym này chỉ gồm 1 một tiểu đơn vị yếu tố sigma ở vi khuẩn Escherichia coli. Vi khuẩn E. coli có bảy loại yếu tố sigma khác nhau, thường gọi tên theo trọng lượng phân tử của mỗi loại, chẳng hạn: σ70 là yếu tố sigma có trọng lượng phân tử 70 kDa.
- Khi liên kết RNA-polymerase với yếu tố sigma đã hoàn chỉnh, thì tổ hợp này gồm 6 tiểu đơn vị:[6]

- tiểu đơn vị sigma (σ),
- hai tiểu đơn vị alpha (α),
- một tiểu đơn vị beta (β hoặc β'),
- một tiểu đơn vị omega (Ω),
- một tiểu đơn vị lõi enzym này (~ 450 kDa).
Viết tắt công thức (không có lõi) = α2βΩσ, cũng có khi = α2ββ′σ
- Yếu tố sigma trong phức hợp holoenzym RNA là bắt buộc để bắt đầu phiên mã, sau đó nó được tách ra khỏi phức hợp và Pol tự tiếp tục giai đoạn kéo dài.[7]

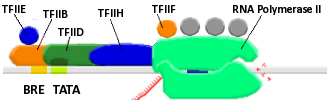
Phức hợp tiền khởi đầu phiên mã của sinh vật nhân thực

### Ở nhân thực
Trong các yếu tố phiên mã chung (GTF) có nhóm PIC (phức hợp tiền khởi đầu phiên mã) gồm 6 tiểu đơn vị (subunit) chủ yếu (Luse, 2014; Sainsbury, Bernecky, & Cramer, 2015):
• TFIID liên kết với chất hoạt hóa thông qua hoạt động của protein liên kết hộp TATA (TBP). Sự tăng số lần lặp lại bộ ba CAG / CAA quá mức bình thường được gọi là "bành trướng" (expansion). Ở người, sự bành trướng như vậy xảy ra tại vùng mã hóa của gen gắn protein TATA (TBP) do đột biến đã dẫn đến bệnh rối loạn thần kinh do thoái hóa "spinocerebellar ataxia 17" (SCA17) hoặc bệnh Huntington-like-4.
• TFIIB cũng có vai trò liên kết với gen, cụ thể là các yếu tố nhận dạng B gần vùng khởi động.
• TFIIH có chức năng helicase làm dãn xoắn gen. Ở người, một dạng đột biến gen này đã gây bệnh rối loạn sắc tố da và khô da gọi là xeroderma (phát âm IPA: /ˌzirəˈdərmə/).
• TFIIE "kết nạp" TFIIH cho PIC.
• TFIIF liên kết cả phức hợp với Pol II.
• TFIIA không cần thiết cho chức năng trực tiếp khởi động, nhưng nó ổn định liên kết giữa TFIID với gen.
Đây là các tiểu đơn vị chính của PIC nói chung. Ngoài ra còn nhiều yếu tố khác nữa tuỳ loại tế bào cụ thể. Chẳng hạn: GTF2I  (yếu tố phiên mã chung IIia) tạo thành một phần của phức hợp TFII, nếu gen mã hoá nó có đột biến mất (xóa) đã gây Hội chứng Williams, đặc trưng bởi các bất thường về tim và cơ thể chậm phát triển (Borralleras, Sahun, Pérez-Jurado, & Campuzano, 2015).

## Cơ chế

### Ở nhân sơ
- Tuy nói là Pol II ở nhân sơ có khả năng tự nhận biết và tự tiến hành khởi đầu phiên mã, nhưng thực ra, Pol này cần yếu tố sigma góp phần tách mạch của chuỗi kép DNA ở hộp TATA, sau đó tách ra khỏi lõi của enzym này khi bắt đầu phiên mã.
- Tập hợp này như trên đã giới thiệu, gọi là holo-enzym, trong đó yếu tố Sigma làm giảm ái lực của RNA polymerase.[11]

### Ở nhân thực
- Việc đầu tiên chuẩn bị cho phiên mã nhân thực tiến hành được là lắp ráp PIC (phức hợp tiền khởi đầu phiên mã), tóm tắt theo các bước:

1. Protein liên kết TATA (TBP), một tiểu đơn vị của TFIID (GTF lớn nhất) liên kết với hộp TATA.
2. Lắp ráp TFIIA.
3. Lắp ráp TFIIB.
4. Lắp ráp TFIIF, TFIIE và TFIIH.
5. TFIIA / B / E / H rời đi sau khi sang giai đoạn kéo dài. TFIID sẽ ở lại cho đến khi kết thúc.

Các tiểu đơn vị trong TFIIH có hoạt tính ATPase và helicase, do đó làm cho đoạn của gen ở "bóng phiên mã" dãn xoắn và tách mạch.
- Xem chi tiết hơn về các vấn đề liên quan ở trang Phức hợp tiền khởi đầu phiên mã và trang Phiên mã nhân thực của cùng tác giả.